# 2-Hidroksifenetilamin
2-Hidroksifenetilamin (2-OH-PEA) je amin. Njegova struktura je slična sa strukturom efedrina i fenilpropanolamina.